# سالتایر (نیویورک)
سالتایر (به انگلیسی: Saltaire) یک روستا در ایالات متحده آمریکا است که در شهرستان سافک، نیویورک واقع شده‌است. سالتایر ۰٫۸ کیلومتر مربع مساحت و ۳۷ نفر جمعیت دارد و ۱ متر بالاتر از سطح دریا واقع شده‌است.